# Vietnam Enterprise Investments
Vietnam Enterprise Investments (LSE:VEIL) là một quỹ đầu tư ủy thác (quỹ tín thác) lớn của Anh quốc dành cho các khoản đầu tư tại Việt Nam. Được thành lập năm 1995, quỹ tín thác này là một thành phần hợp thành của chỉ số FTSE 250 tại thời điểm ngày 31 tháng 7 năm 2017. Chủ tịch của quỹ này tại thời điểm ngày 20 tháng 9 năm 20217 là Wolfgang Bertelsmeier.